# Дорожная ярость

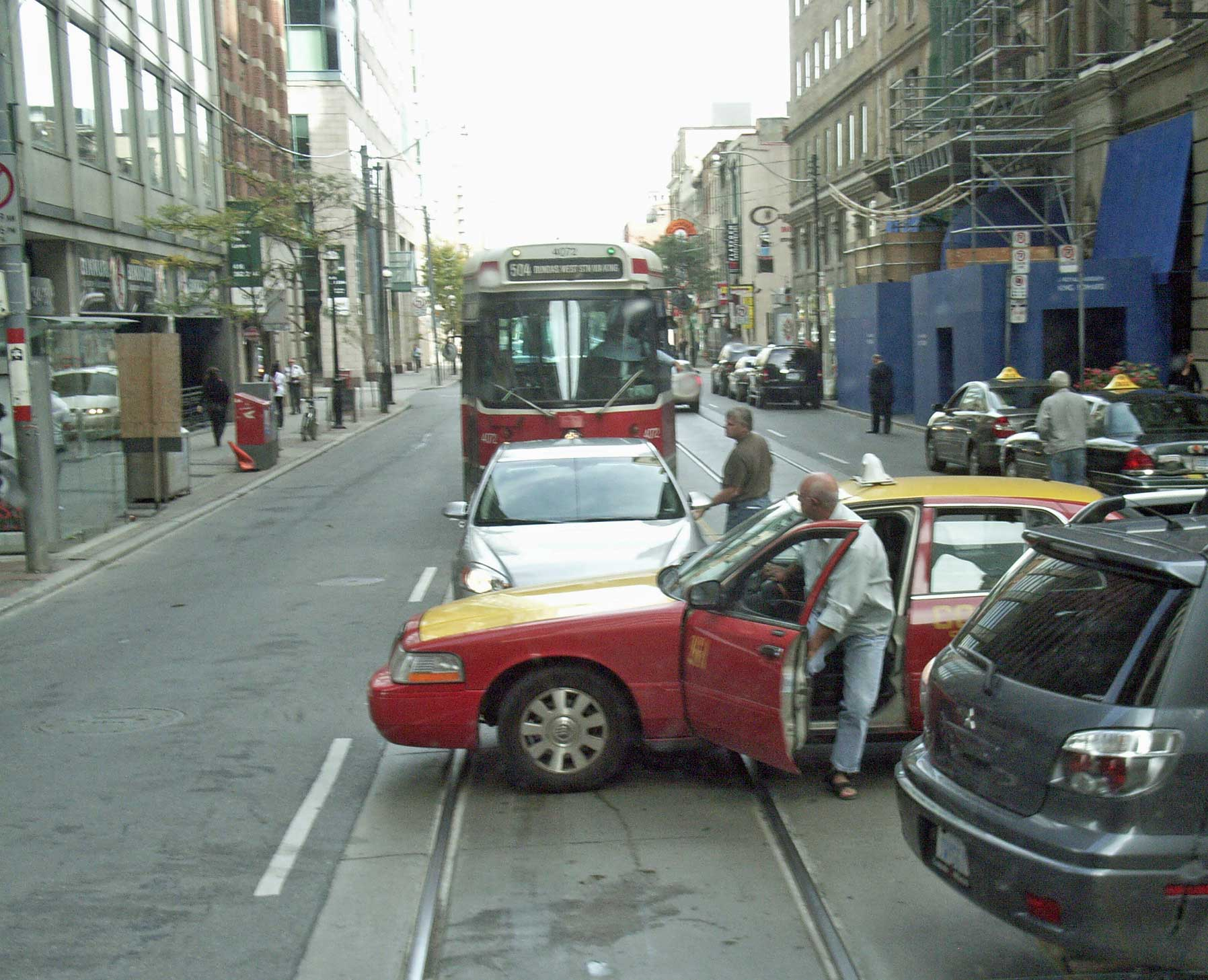
Кинг-стрит в Онтарио (Канада).
Два водителя выходят из своих машин, чтобы выразить гнев по поводу дорожной ситуации.

Дорожная ярость, также дорожный гнев, дорожное буйство (англ. Road rage) — отрицательные эмоции и агрессия, характерные для участников дорожного движения. Такое поведение включает грубые и словесные оскорбления, крики, физические угрозы или опасные методы вождения, направленные на других водителей, пешеходов или велосипедистов с целью запугать или избавиться от собственных отрицательных эмоций. Агрессия на дороге может привести к дракам, материальному ущербу, нападениям и столкновениям, которые приводят к серьёзным телесным повреждениям или даже смерти. Проявления включают (но не ограничиваются) подрезание автомобилей, неуместные звуковые сигналы, использование непристойных жестов, угрозы в отношении другого водителя, агрессивные повороты, движение задним ходом, и попытки драки. Зачастую связано с дорожным насилием.
Согласно исследованию Фонда безопасности дорожного движения AAA, в ходе которого были изучены полицейские записи по всей стране, в период с 1990 по 1996 год в Соединённых Штатах в среднем регистрировалось более 1250 случаев дорожного насилия в год. Многие из этих инцидентов закончились серьёзными травмами или смертельным исходом. Эти показатели росли ежегодно на протяжении шести лет исследования. Ряд исследований показал, что люди, подверженные дорожной ярости, преимущественно молодые (в среднем 33 года) и 96,6 % мужчины.

## Юридический аспект
В некоторых юрисдикциях может существовать различие между дорожным гневом и «агрессивным вождением». В США лишь несколько штатов приняли специальные законы об агрессивном вождении, согласно которым случаи агрессивного вождения на дороге обычно преследуются как нападение с нанесением побоев (с использованием транспортного средства или без него) или как убийство на транспортном средстве (Vehicular homicide). 
Юридическое определение дорожной ярости охватывает группу действий, проявляющихся во время вождения или возникающих в результате дорожно-транспортных происшествий. Национальное управление безопасности дорожного движения США определяет дорожную ярость как «эксплуатацию транспортного средства таким образом, который подвергает опасности или может поставить под угрозу людей или имущество». В этом определении проводится различие между тем, что агрессивное вождение является нарушением правил дорожного движения, а дорожная ярость является уголовным преступлением.

## Психологический аспект
Раздражительность и гнев во время управления транспортным средством — характерная особенность современного общества. Создаётся впечатление, что вождение особенно легко провоцирует вспышки гнева. Оно уникально тем, что за рулём мы контактируем со множеством незнакомых людей. Действия других водителей могут восприниматься как личная угроза. Само присутствие на дороге других транспортных средств способно вызывать гнев. Если какой-то автомобиль едет особенно неторопливо, он угрожает нашей возможности достигнуть цели путешествия. Обгон, перестроение в другой ряд, выезд на дорогу и с дороги, готовность уступить или не уступать дорогу, подрезание и другие действия тоже могут восприниматься как межличностные угрозы. Они могут мешать нам добраться куда надо или казаться невежливыми, или неуважительными. Управляя автомобилем, мы очень внимательно следим за поведением других водителей, при этом не владея о них никакой иной информацией и часто отождествляя автомобилистов с их транспортными средствами. В результате мы с готовностью обвиняем их в неподобающем поведении на дороге, и при этом между нами происходит минимум коммуникации, поэтому другие водители могут и не подозревать о нашем возмущении, а мы — не замечать их извинений.

## Проявления
Проявления дорожной ярости включают:
- Крик, чрезмерное использование звукового сигнала или непристойные жесты и угрозы.
- Такие действия, как подрезание другого транспортного средства, езда вплотную, блокирование другого транспортного средства, чтобы оно не могло использовать полосу движения, преследование другого транспортного средства или сталкивание его с дороги, а также умышленное столкновение.
- Остановка транспортного средства на обочине или посреди дороги, выход из транспортного средства с целью угрозы, нападения, драки или нанесения телесных повреждений другому автомобилисту, пассажиру, пешеходу, велосипедисту или любому другому человеку.

## Влияние на водителей

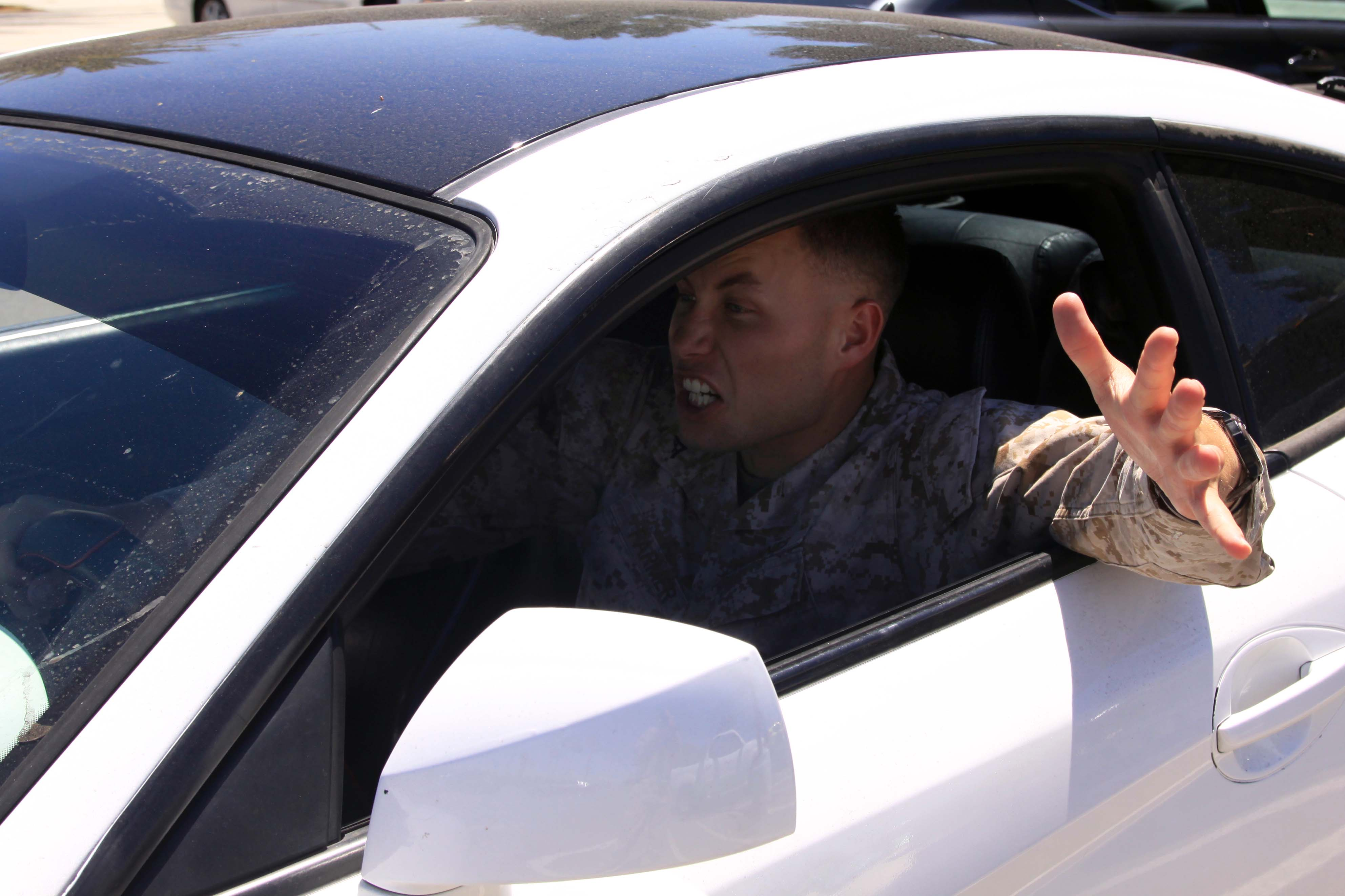
Водители могут испытывать стресс из-за действий других участников дорожного движения

Поведение водителя, находящегося в состоянии стресса, зависит от его способности справляться с ситуацией. Как правило, водители, получившие высокие баллы по тестам на агрессию, используют стратегии прямой конфронтации, когда сталкиваются со стрессом во время вождения. Многие водители, испытывающие дорожную ярость, признались, что, по их мнению, они совершают больше нарушений правил дорожного движения. Вождение представляет собой множество стрессов из-за высоких скоростей и действий других водителей. По мере увеличения стресса вероятность того, что человек проявит ярость на дороге, резко возрастает. Проявления дорожной ярости чаще всего встречаются у молодых мужчин. Большинство зарегистрированных случаев дорожного насилия происходит из-за смены полосы движения, споров по поводу парковочных мест или грубых жестов. По данным отчёта, 6,8 % случаев дорожной ярости заканчиваются смертью.
Согласно одному исследованию, люди, которые украшают свои автомобили наклейками и другими украшениями, более склонны к ярости на дороге. Это исследование показало, что на склонность водителя к дорожной ярости указывает количество наклеек, а не их содержание.
Распространенными объектами дорожной ярости являются инструкторы по вождению и водители-стажеры, поскольку эти участники дорожного движения, как правило, очень внимательно соблюдают правила дорожного движения, а учащиеся склонны совершать больше ошибок, они часто испытывают недовольство со стороны агрессивных водителей. В 2019 году опрос, проведенный британской страховой компанией Young Marmalade, показал, что 77 % инструкторов по вождению регулярно сталкиваются с оскорблениями и запугиваниями со стороны других участников дорожного движения во время обучения студентов, а 8 % начинающих водителей отказались от обучения вождению из-за агрессии со стороны других водителей.

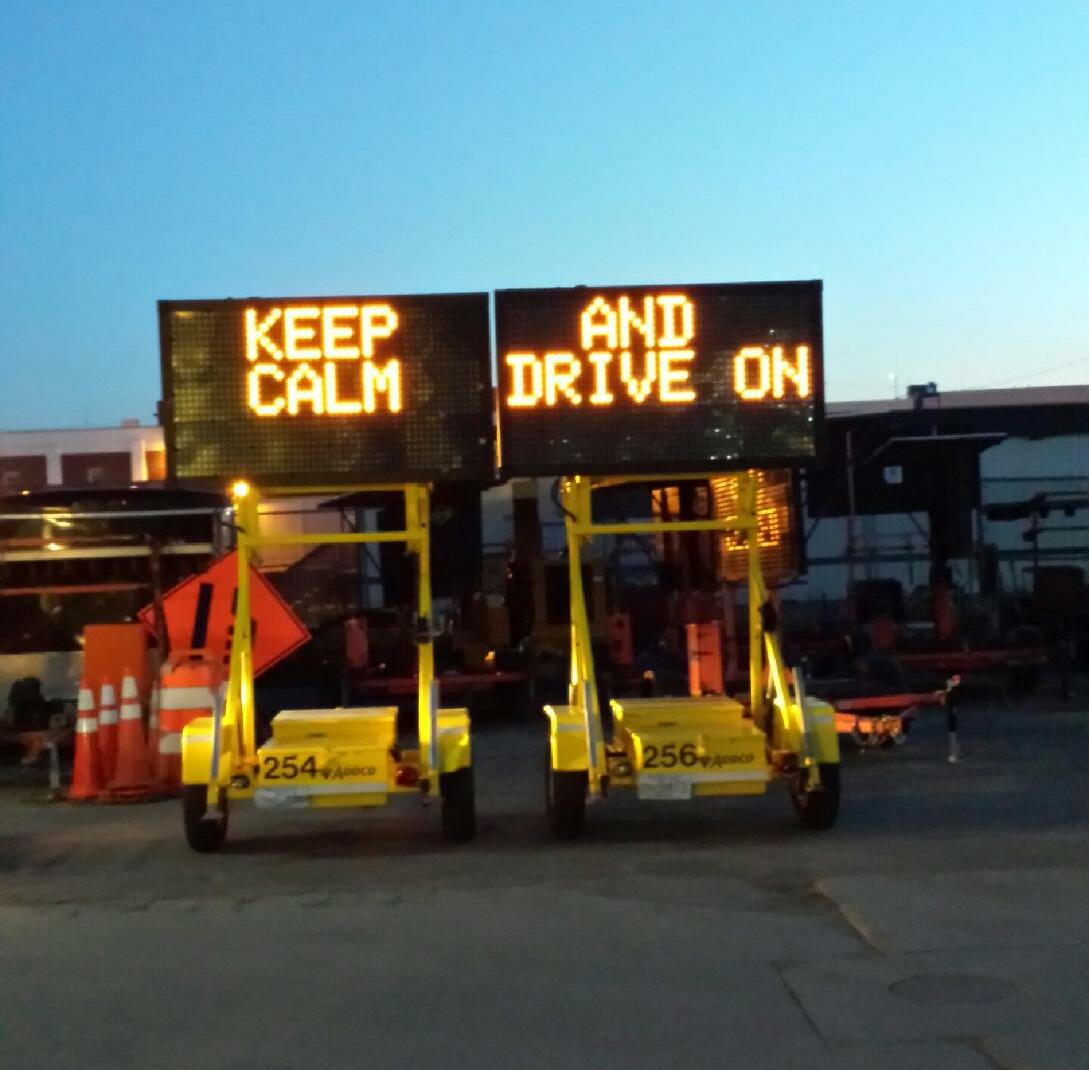
Электронный дорожный знак в Массачусетсе, предотвращающий агрессивное поведение на дорогах

Гнев на дороге не является официальным психическим расстройством, признанным в Диагностическом и статистическом руководстве по психическим расстройствам (DSM). Однако, согласно статье, опубликованной Associated Press в июне 2006 года, поведение, обычно связанное с агрессивным поведением на дороге, может быть результатом расстройства, известного как перемежающееся взрывное расстройство, которое признано в DSM. Этот вывод был сделан на основе опросов 9200 взрослых в США в период с 2001 по 2003 год. Опросы финансировались Национальным институтом психического здоровья.

## Наказание
Буйство на дороге — потенциально серьёзное деяние, и его можно рассматривать как угрозу общественной безопасности. Однако не всегда можно судить о намерениях по наблюдению, поэтому дорожным буянам, остановленным полицией, могут быть предъявлены обвинения в других правонарушениях, таких как невнимательное или неосторожное вождение, или они могут быть оштрафованы или арестованы. Некоторые считают дорожных буянов преступниками.

### Австралия
В Новом Южном Уэльсе (Австралия) дорожное буйство считается чрезвычайно серьёзным поступком. Любому лицу, которое «участвует в поведении, вызывающем или угрожающем столкновением с другим транспортным средством», с намерением причинить человеку телесные повреждения, может быть предъявлено обвинение в хищническом вождении, серьёзном правонарушении, за которое виновный может быть отправлен в тюрьму на срок до пяти лет. Правонарушители также могут быть оштрафованы на 100 000 австралийских долларов и лишены права вождения, независимо от намерения причинить жертве физический вред. Если хищническое вождение приводит к физическому нападению или намеренному причинению вреда автомобилю жертвы, штрафы могут быть гораздо более суровыми. 
В большинстве стран общего права (common law) нападение в результате дорожного буйства рассматривается как уголовное или гражданское преступление, ведущее как к уголовным наказаниям, так и к гражданской ответственности.

### Германия
Проявления дорожного буйства, такие как оскорбления и грубые жесты в пробке могут привести к штрафам и тюремному заключению.

### Новая Зеландия
В Новой Зеландии дорожное буйство само по себе не является правонарушением, но водителям обычно предъявляются обвинения в других правонарушениях (обычно нападение или незаконное владение наступательным оружием). Водители имеют юридическую обязанность проявлять разумную осторожность, чтобы избежать угрозы для человеческой жизни при управлении транспортным средством (статья 156 Закона о преступлениях 1961 года); невыполнение этой обязанности, например, агрессивное вождение, может повлечь за собой уголовную ответственность (статья 146 Закона о преступлениях 1961 года). Таран транспортного средства представляет собой умышленное или неосторожное причинение ущерба собственности и является уголовным преступлением, за которое максимальное наказание составляет семь лет тюремного заключения (статья 269 Закона о преступлениях 1961 года). Суды Новой Зеландии в настоящее время не имеют полномочий дисквалифицировать водителей, которые физически нападают на другого участника дорожного движения.

### Сингапур
В Сингапуре дорожное буйство является преступлением. Правонарушители, признанные виновными в дорожно-транспортном происшествии, могут быть приговорены к тюремному заключению на срок до двух лет и/или штрафу в размере до 5000 долларов США за причинение ущерба.

### Великобритания
В Великобритании дорожное буйство может повлечь за собой уголовное наказание за нападение или более серьёзные преступления против личности. К случаям дорожного буйства может применяться Закон об общественном порядке 1986 года. Разделы 4А и 5 Закона 1986 года запрещают публичные действия, которые могут вызвать тревогу или страдания. Раздел 4 также запрещает угрожающие или оскорбительные слова или поведение с намерением заставить жертву поверить в то, что насилие будет применено против него самого или другого лица.

### Соединенные Штаты
В некоторых юрисдикциях, таких как штат Виргиния, проще привлечь к ответственности за дорожное буйство как за неосторожное вождение, а не за агрессивное вождение просто потому, что бремя доказывания не требует доказательства намерения.
Вполне вероятно, что те, кто причинил серьёзные травмы или смерть во время дорожно-транспортных происшествий, понесут более серьёзные наказания, чем те, которые применяются к аналогичным последствиям в результате простой халатности. Так, в апреле 2007 года водитель из Колорадо был признан виновным в убийстве первой степени и приговорен к двум пожизненным срокам заключения за смерть двух автомобилистов в ноябре 2005 года.
Четырнадцать штатов США приняли законы против агрессивного вождения. Только один штат, Калифорния выделил «дорожное буйство» в юридический термин. В Вирджинии агрессивное вождение наказывается как менее серьёзное преступление (проступок 2-го класса), чем неосторожное вождение (проступок 1-го класса).